# 미국 장로교역사연구소
미국 장로교역사연구소 (Presbyterian Historical Society)는 미국에서 가장 오래된 교단의 역사자료를 보관하고 있는 연구소이다. 미국의 장로교와 개혁주의 전통의 역사적 기록물을 교회와 공동체와 함께 수집하고, 보존하고 열람하는 것을 목적으로 한다. 미국 장로교 총회 PC USA(Presbyterian Church U.S.A.)에 소속한 하나의 부서이다. 위치는 펜실베니아 주 필라델피아 시내에 있다. 많은 자료가 있는데 그 중에 한국 교회사 관련 자료들도 많이 보관되어있다. 언더우드나 피어슨과 관련된 자료들도 찾아볼 수 있다.

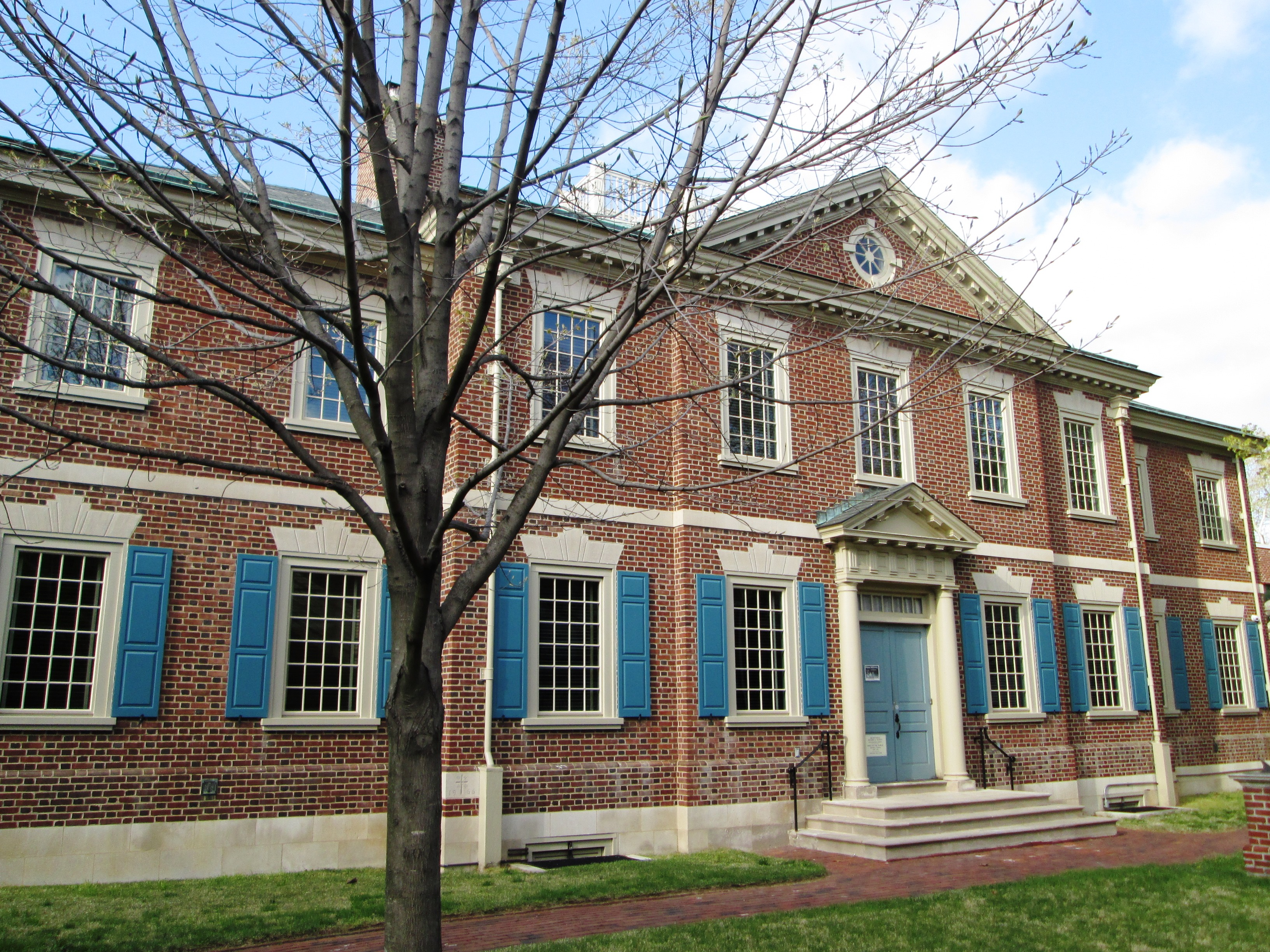
미국 장로교역사연구소의 모습.

## 같이 보기
- 미국 교회사 학회